# Fortunat d'Adrumète
Pour les articles homonymes, voir Saint Fortunat.
Fortunat d'Adrumète (Ve siècle), avec Vérule, Secondin, Sirice, Servule, Saturnin, Félix et leurs seize compagnons, est un martyr à Adrumète (actuelle Sousse en Tunisie), probablement durant la persécution des Vandales. Tous sont fêtés le 21 février.